# Luiz Cláudio Cunha
Luiz Cláudio Cunha (Caxias do Sul, 15 de abril de 1951) es un periodista brasileño.
Trabajó para varios medios de comunicación como los periódicos O Estado de S. Paulo, Jornal do Brasil, O Globo, Correio Braziliense, Zero Hora, Diário da Indústria e Comércio y las revistas Veja, IstoÉ y Afinal. También fue redactor colaborador de la revista Playboy. Su carrera periodística está marcada por el reportaje de investigación y el periodismo político. Ganador de varios premios periodísticos, ha cubierto episodios políticos significativos de la historia reciente de Brasil y ha escrito sobre los crímenes contra los derechos humanos perpetrados por las dictaduras militares del Cono Sur. 
Uno de sus trabajos más importantes es la serie de reportajes realizados entre 1978 y 1980 sobre el episodio conocido como «Secuestro de los uruguayos», un intento ilegal de los militares brasileños y uruguayos de detener a activistas uruguayos en el marco de la clandestina Operación Cóndor. El trabajo, realizado junto con el fotógrafo J.B. Scalco, le valió el Premio Esso de Periodismo 1979, importante galardón de la prensa brasileña. En 2008, publicó el libro «Operação Condor: o Sequestro dos Uruguaios -- uma reportagem dos tempos da ditadura» (Operación Cóndor: el secuestro de los uruguayos -- un reportaje de los tiempos de la dictadura), que recibió el Premio Jabuti de la Cámara Brasileña del Libro y una mención de honor en el Premio Vladimir Herzog del Sindicato de Periodistas de São Paulo, ambos en la categoría Libro-Reportaje. Posee el título de Experto Notorio en Periodismo de la Universidad de Brasilia.